# Open CASCADE Technology
Open CASCADE Technology é um software CAD publicado sob a Open CASCADE Technology Public License e disponível para GNU/Linux, Solaris, e Windows.
Open CASCADE é desenvolvido pela OPEN CASCADE SAS.